# Guillermo Martínez (écrivain)
Pour les articles homonymes, voir Guillermo Martínez et Martínez.
Guillermo Martínez, né le 29 juillet 1962 à Bahía Blanca, est un écrivain, mathématicien et scénariste argentin.

## Biographie
Il détient un doctorat en logique mathématique de l'université de Buenos Aires.
Après ses études, il travaille comme chercheur postdoctoral au Mathematical Institute de l'université d'Oxford.
Comme écrivain, il publie le recueil de nouvelles Infiernio grande en 1989 qui est remarqué par la critique. Le succès public lui vient toutefois avec son roman Mathématique du crime (en), publié en 2003, qui remporte la même année le prix Planeta et est traduit en de nombreuses langues. Ce roman est adapté au cinéma en 2008 sous le titre Crimes à Oxford (The Oxford Murders), un thriller franco-britannico-espagnol réalisé par Álex de la Iglesia, avec Elijah Wood, John Hurt, Leonor Watling et Julie Cox.
Il obtient un second beau succès avec La Mort lente de Luciana B. (La Muerte Lenta de Luciana B.), paru en 2007. Il signe le scénario de l'adaptation cinématographique de ce roman intitulé Las siete muertes, un film espagnol réalisé par Gerardo Herrero, sorti en 2017.
Auparavant, en 2015, il écrit et réalise le film d'horreur Cuando tu Carne Grite Basta.
Il est lauréat du prix Nadal 2019 pour son roman Los crímenes de Alicia.

## Œuvre

### Romans
- Acerca de Roderer (1993) La Vérité sur Gustavo Roderer, traduit par Eduardo Jiménez, Paris, Nil, 2010 ; réédition, Paris, Robert Laffont, coll. « Pavillons poche », 2014  (ISBN 978-2-221-14098-7)
- La mujer del maestro (1998)
- Crimines imperceptibles (2003) - Prix Planeta 2003, réédité en Espagne sous le titre Los crímenes de Oxford (2004) et adapté au cinéma Mathématique du crime (en), traduit par Eduardo Jiménez, Paris, Nil, 2004 ; réédition, Paris, Robert Laffont, coll. « Pavillons poche », 2008  (ISBN 978-2-221-11058-4)
- La Muerte Lenta de Luciana B. (2007) La Mort lente de Luciana B., traduit par Eduardo Jiménez, Paris, Nil, 2009 ; réédition, Paris, Robert Laffont, coll. « Pavillons poche », 2011  (ISBN 978-2-221-12427-7)
- Yo también tuve una novia bisexual (2011) Moi aussi j'ai eu une petite amie bisexuelle, traduit par Eduardo Jiménez, Paris, Nil, 2014  (ISBN 978-2-84111-645-4)
- Los crímenes de Alicia (2019) - Prix Nadal 2019[2]

### Recueils de nouvelles
- Infiernio grande (1989)
- Una felicidad repulsiva (2013)

### Essais
- Borges y la matemática (2003), essai sur la logique mathématique dans l'œuvre de l'écrivain Jorge Luis Borges
- La fórmula de la inmortalidad (2005)
- Gödel para todos (2009), essai sur le mathématicien Kurt Gödel
- La razón literaria (2016)

### Traduction française
- Grand Enfer, traduit par Eduardo Jiménez, in Les Bonnes Nouvelles de l'Amérique latine, Gallimard, coll. « Du monde entier », 2010  (ISBN 978-2-07-012942-3)

## Filmographie
- 2008 : Crimes à Oxford (The Oxford Murders), film franco-britannico-espagnol réalisé par Álex de la Iglesia, avec Elijah Wood, John Hurt, Leonor Watling et Julie Cox
- 2015 : Cuando tu Carne Grite Basta, film argentin écrit et réalisé par Guillermo Martínez
- 2017 : Las siete muertes, film espagnol réalisé par Gerardo Herrero, avec Manuela Vellés, adaptation par Guillermo Martínez de son roman La Mort lente de Luciana B. (La Muerte Lenta de Luciana B.)
- 2019 : El Hijo, film argentin réalisé par Sebastián Schindel, avec Joaquín Furriel et Martina Gusman, adaptation de la nouvelle Una madre protectora
- 2022 : Colère divine (La ira de Dios), film argentin réalisé par Sebastián Schinde, avec Diego Peretti, Juan Minujín et Macarena Achaga, adaptation par Guillermo Martínez de son roman La Mort lente de Luciana B. (La Muerte Lenta de Luciana B.).